# Tricorynus obliteratus
Tricorynus obliteratus är en skalbaggsart som beskrevs av White 1965. Tricorynus obliteratus ingår i släktet Tricorynus och familjen trägnagare. Inga underarter finns listade i Catalogue of Life.